# Qanngui
Qanngui [ˈqaŋːui] (nach alter Rechtschreibung K'ángue) ist eine wüst gefallene grönländische Siedlung im Distrikt Narsaq in der Kommune Kujalleq.

## Lage
Qanngui liegt an der Südküste einer gleichnamigen Insel am Narluneq (Skovfjord). Narsaq liegt 16 km nordöstlich.

## Geschichte
Qanngui wurde vor 1895 besiedelt. Ab 1911 war Qanngui Teil der Gemeinde Narsaq.
1919 lebten 31 Personen am Wohnplatz, die fünf Häuser bewohnten. Unter ihnen waren fünf Jäger, ein Fischer und ein Katechet. Die Bevölkerung lebte von der Robben- und Fuchsjagd.
1944 verließen die letzten 18 Bewohner freiwillig den Ort, der seither verlassen ist.

## Söhne und Töchter
- Laannguaq Lynge (* 1943), Politikerin (Siumut) und Bibliothekarin